# Black Ivory (gruppo musicale)
I Black Ivory sono stati un gruppo musicale statunitense degli anni 70.

## Formazione
- Leroy Burgess (19 agosto 1953)
- Stuart Bascombe (20 gennaio 1954)
- Russell Patterson (1º aprile 1954)

## Discografia

### Album in studio
| Anno                         | Album                            | Piazzamento in classifica | Piazzamento in classifica | Etichetta                     |
| Anno                         | Album                            | US                        | US R&B                    | Etichetta                     |
| ---------------------------- | -------------------------------- | ------------------------- | ------------------------- | ----------------------------- |
| 1972                         | Don't Turn Around                | 158                       | 13                        | Today Records                 |
| 1972                         | Baby, Won't You Change Your Mind | 188                       | 26                        | Today Records                 |
| 1975                         | Feel It                          | —                         | —                         | Buddah Records                |
| 1976                         | Black Ivory                      | —                         | —                         | Buddah Records                |
| 1979                         | Hangin' Heavy                    | —                         | —                         | Buddah Records/Arista Records |
| 1984                         | Then and Now                     | —                         | —                         | Panoramic Records             |
| 2011                         | Continuum                        | —                         | —                         | SLR Records                   |
| "—" indica non classificato. |                                  |                           |                           |                               |

### Raccolte
- 1991 - Black Ivory/Hangin' Heavy (Unidisc)
- 1993 - Don't Turn Around - A Golden Classics Edition (Collectable Records)
- 1997 - Black Ivory vs Odds and Ends (Sequel Records)
- 2000 - Spinning Around (The Today Sessions) (Castle Communications)
- 2009 - Black Ivory meet the Escorts (Collectable Records)
- 2012 - Black Ivory / Hangin' Heavy (Funkytown Grooves)
- 2017 - Anthology (Play Back Records)

### Singoli
| 1971                        | Don't Turn Around                 | —  | 38 | —  |
| 1971                        | I Keep Asking You Questions       | —  | —  | —  |
| 1972                        | You and I                         | 95 | 32 | —  |
| 1972                        | Our Future?                       | —  | —  | —  |
| 1972                        | I'll Find a Way                   | —  | 46 | —  |
| 1972                        | Surrender                         | —  | —  | —  |
| 1972                        | Time Is Love                      | —  | 37 | —  |
| 1972                        | Got to Be There                   | —  | —  | —  |
| 1973                        | Spinning Around                   | —  | 45 | —  |
| 1973                        | Find the One Who Loves You        | —  | —  | —  |
| 1973                        | We Made It                        | —  | —  | —  |
| 1973                        | Just Leave Me Some                | —  | —  | —  |
| 1974                        | What Goes Around (Comes Around)   | —  | 44 | —  |
| 1974                        | No One Else Will Ever Do          | —  | —  | —  |
| 1975                        | Will We Ever Come Together        | —  | 40 | —  |
| 1975                        | Feel It                           | —  | —  | —  |
| 1975                        | Warm Inside                       | —  | —  | —  |
| 1975                        | Love Won't You Stay               | —  | —  | —  |
| 1975                        | You Mean Everything to Me         | —  | —  | —  |
| 1976                        | Walking Downtown (Saturday Night) | —  | —  | —  |
| 1978                        | You Turned My Whole World Around  | —  | —  | —  |
| 1979                        | Mainline                          | —  | —  | 57 |
| 1984                        | You Are My Lover                  | —  | 73 | —  |
| 1985                        | I've Got My Eye on You            | —  | —  | 18 |
| "—" indica non classificato |                                   |    |    |    |